# Antonio Allegretti

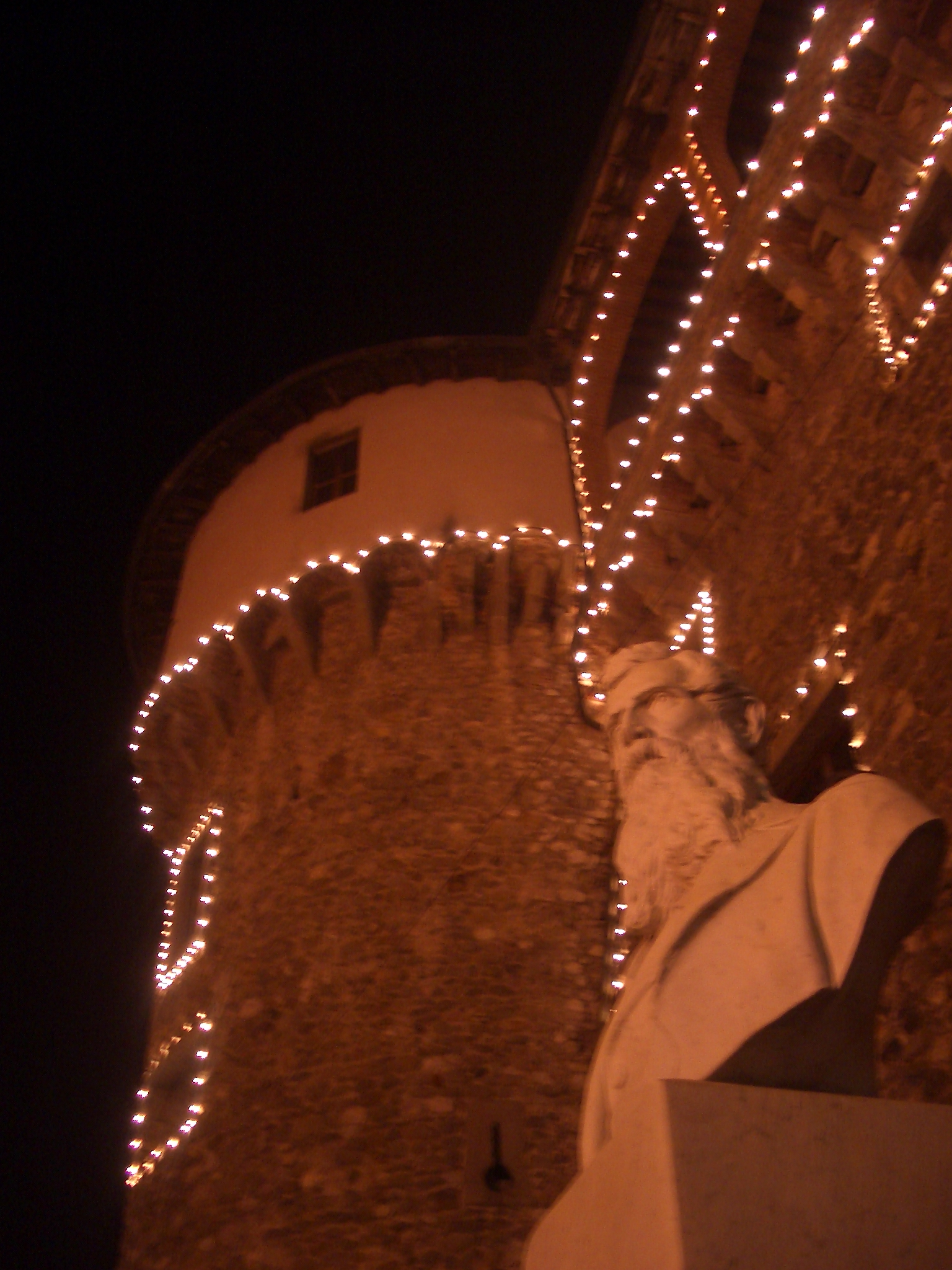
Monumento al general Nicola Fabrizi, 1888.

Antonio Allegretti fue un escultor italiano, nacido el año 1840 en Cúneo y fallecido en 1918 en Carrara.

## Datos biográficos
Estudió en Génova con Santo Varni, de donde pasó a Florencia y posteriormente a Roma, donde impartió clases en el Instituto de Bellas Artes (it:Accademia di belle arti).
Pasó el último periodo de su vida en Carrara, donde fue profesor y director de la Accademia.
Su numerosa obra tuvo un carácter académico de inspiración neoclásica.